# Saint-Jacques-d'Atticieux

Saint-Jacques-d'Atticieux este o comună în departamentul Ardèche din sud-estul Franței. În 1 ianuarie 2022 avea o populație de 279 de locuitori.